# Sphagnidae
Sphagnidae è una sottoclasse dei muschi (Briofite), unica della classe Sphagnopsida.

## Descrizione
Hanno un gametofito foglioso composto da foglioline costituite da cellule verdi o rosse (vive) più altre cellule morte che consentono un assorbimento importante di acqua aiutando la risalita queste cellule prendono il nome di Leucocisti (in floricoltura usate per aumentare l'idricità). Il gametofito non possiede rizoidi.

## Tassonomia
La classe Sphagnopsida include una singola sottoclasse Sphagnidae, con tre ordini.
 
L'ordine Sphagnales contiene unicamente il genere Sphagnum, con due sole specie. L'ordine Ambuchananiales contiene un'unica specie vivente, e Protosphagnales contiene un'unica specie fossile.